# 陳材 (乾隆己未進士)
陈材，广东肇慶府新兴县（今廣東省雲浮市新興縣）人，清朝政治人物。同进士出身。

## 生平
雍正十三年（1735年）乙卯科廣東鄉試舉人，乾隆四年（1739年）登己未科三甲進士。乾隆十五年（1750年）任江蘇嘉定县知县。